# 倪珏
倪珏（1443年—？），字文玉，福建福州府閩縣人，匠籍，明朝政治人物。

## 生平
成化十年（1474年）甲午科福建乡试第六十一名舉人。成化十七年（1481年）登辛丑科進士，官至户部主事。

## 家族
曾祖倪子泰；祖父倪隆；父倪潮，母王氏。具庆下。